# Château de Monthureux
Le château de Monthureux est un château situé à Monthureux-sur-Saône, dans le département des Vosges en France.

## Histoire
Un prieuré dépendant de l'abbaye de Luxeuil est accaparé par Hugues le Noir au IXe siècle, il est plausible que le château ait été construit à cette période. Il fut cité au XIe siècle et est repris par l'abbaye de Luxeuil, il relève d'un ensemble de forteresses érigées aux limites de la Lorraine et du Barrois mouvant relevant du roi de France.
La place est prise à partie par les Suédois et anéantie. Les ruines ont servi de carrière de pierre.

## Description
Il ne reste que trois tours et un mur dissimulant des habitations troglodytiques. Le prieuré est devenu un amas de pierre.